# All the Winters That Have Been
All the Winters That Have Been es un telefilme estadounidense de drama de 1997, dirigido por Lamont Johnson, escrito por Vivienne Radkoff, está basado en un libro de Evan Maxwell, musicalizado por Peter Manning Robinson, en la fotografía estuvo Laszlo George y los protagonistas son Richard Chamberlain, Karen Allen y Ben Cardinal, entre otros. Este largometraje fue producido por Jaffe/Braunstein Films y Maili Point Productions; se estrenó el 21 de septiembre de 1997.

## Sinopsis
Dane Corvin vuelve a Raven Island, donde 20 años atrás Hannah Raven y él iniciaban una relación. Ella prometió no volver a verlo, ya que arrestó a su hermano, a quien había investigado previamente. Dane ahora quiere volver con ella, de a poco vuelve a ser parte de su vida cotidiana.